# 烏橋千佛岩摩崖造像
烏橋千佛岩摩崖造像位於四川省達州市大竹縣，文物遺址年代判定為唐朝。2012年7月16日公佈為第八批四川省文物保護單位。
烏橋千佛岩摩崖造像位於四川省達州市大竹縣柏家鄉鳥橋村。開鑿于唐代，分佈面積18平方米，坐向310°。其中2號龕，龕口為雙層，外龕呈方形，平頂，高1.04米、寬1.04米、進深0.26米；內龕呈方形，平頂弧壁，高0.86米、寬0.86米、進深0.54米。內龕有9尊造像，主尊位於後壁高臺上，結跏趺坐於仰蓮臺上，有挑形頭光，螺旋髻，兩肩平闊，身著雙領交叉袈裟，雙手做說法狀，造像高0.65米、肩寬0.24米、厚0.15米。主尊兩側二菩薩立于覆蓮臺上，頭挽高髻，身著長裙，外披薄紗，雙手合十於胸前。兩菩薩分列于內龕兩側，左文殊右普賢，有寶珠形頭光，左手舉於胸前，右手垂於體側，串帶繞腿上一道垂於體側，赤腳立於仰蓮臺上。龕外深浮雕兩力士造像和左右兩外壁陰刻線描人物圖案，龕楣從左至右陰橫向陰刻楷書“慈航普渡”。烏橋千佛岩摩崖造像內容豐富，造型生動，保存較好，具有一定的藝術和雕刻研究價值，為研究唐代時期該區域的石窟藝術及宗教歷史發展提供了寶貴的實物資料。2010年，烏橋千佛岩摩崖造像被達州市人民政府公佈為市級文物保護單位。